# Sterubin
Sterubin (7-metoxi-3',4',5-trihidroxiflavanona) es una flavanona enmascaradora del amargor extraída de Yerba Santa  (Eriodictyon californicum) una planta que crece en los Estados Unidos.
Sterubin es una de las cuatro flavanonas identificadas por Symrise en esta planta que provocan propiedades modificadores del sabor. Las otras son homoeriodictiol, su sal de sodio y eriodictiol.